# Achille Collas
Pour les articles homonymes, voir Collas.
Achille Collas (Paris, 21 février 1795 - Paris, 3 mars 1859) est un ingénieur, graveur et illustrateur français, inventeur entre autres d'un procédé pour reproduire en réduction des objets sculptés, qui connut un important succès.

## Biographie
Achille Collas est né à Paris, 21 février 1795,.
Il poursuit des études d'ingénieur avant de rejoindre en 1814, sous le Premier Empire, les services techniques de la Grande Armée. La paix revenue, il s'installe comme concepteur d'outils. 
Resté célibataire toute sa vie, il passa les vingt premières années de sa carrière à inventer différents procédés appliqués à la gravure, notamment une manière de produire par gaufrage des compositions avec un rendu en relief, à partir de 1825, et qu'il baptise le « procédé Collas ».
L'une des premières applications est le Trésor de numismatique et de glyptique, conçu par l'archéologue Charles Lenormant et le peintre Paul Delaroche et publié à partir de 1831 chez Goupil et Rittner, incluant des centaines de reproductions de médailles, monnaies, pierres gravées et bas-reliefs antiques. L'ouvrage fit sensation au Salon de 1833 et l'édition se poursuivit jusqu'en 1850, totalisant vingt volumes et 15 000 gravures gaufrées. Le procédé est connu jusqu'à Londres, puisqu'y est produit identiquement à partir de 1838, The Authors of England: A series of medallion portraits of modern literary characters, engraved from the works of British artists, anthologie biographique illustrée dirigée par Henry Fothergill Chorley (en),. 
Sa seconde invention est de loin la plus célèbre car la plus pérenne : en 1837, il met au point une sorte de pantographe améliorant le « tour à portrait » qui prend la forme d'une machine à reproduire toute forme de sculptures en ronde bosse et selon plusieurs échelles de grandeur. En 1844, il s'associe à Frédéric Sauvage, un autre ingénieur, pour protéger son invention. Un an plus tard, il forme avec le fondeur d'art Ferdinand Barbedienne, la Société Collas et Barbedienne (Paris), qui se met à produire et vendre quantités de sculptures célèbres mais à taille réduite, en plâtre, bois, bronze ou ivoire. Le premier objet commercialisé est la Vénus de Milo d'après l'original du musée du Louvre. Durant une dizaine d'années, l'entreprise vivote, quand, promus durant la grande exposition londonienne de 1851, les objets de la fonderie Barbedienne reçoivent une médaille : désormais le public passe commande et les ventes s'envolent.
En 1855, Achille est de nouveau primé durant l'exposition de 1855 : son « Procédé mécanique », nom avec lequel il estampe toutes ces productions, facilement reconnaissable, est désormais signe de qualité. Vers cette époque, fleurissent de nombreux autres procédés plus ou moins concurrents, vantant la reproduction stéréolithographique d'objets, de gravures, et même de portraits photographiques.
Après la mort de Collas à Paris le 3 mars 1859, l'entreprise continua son expansion : en 1892, Barbedienne comptait 600 employés, et ne disparut qu'en 1954.

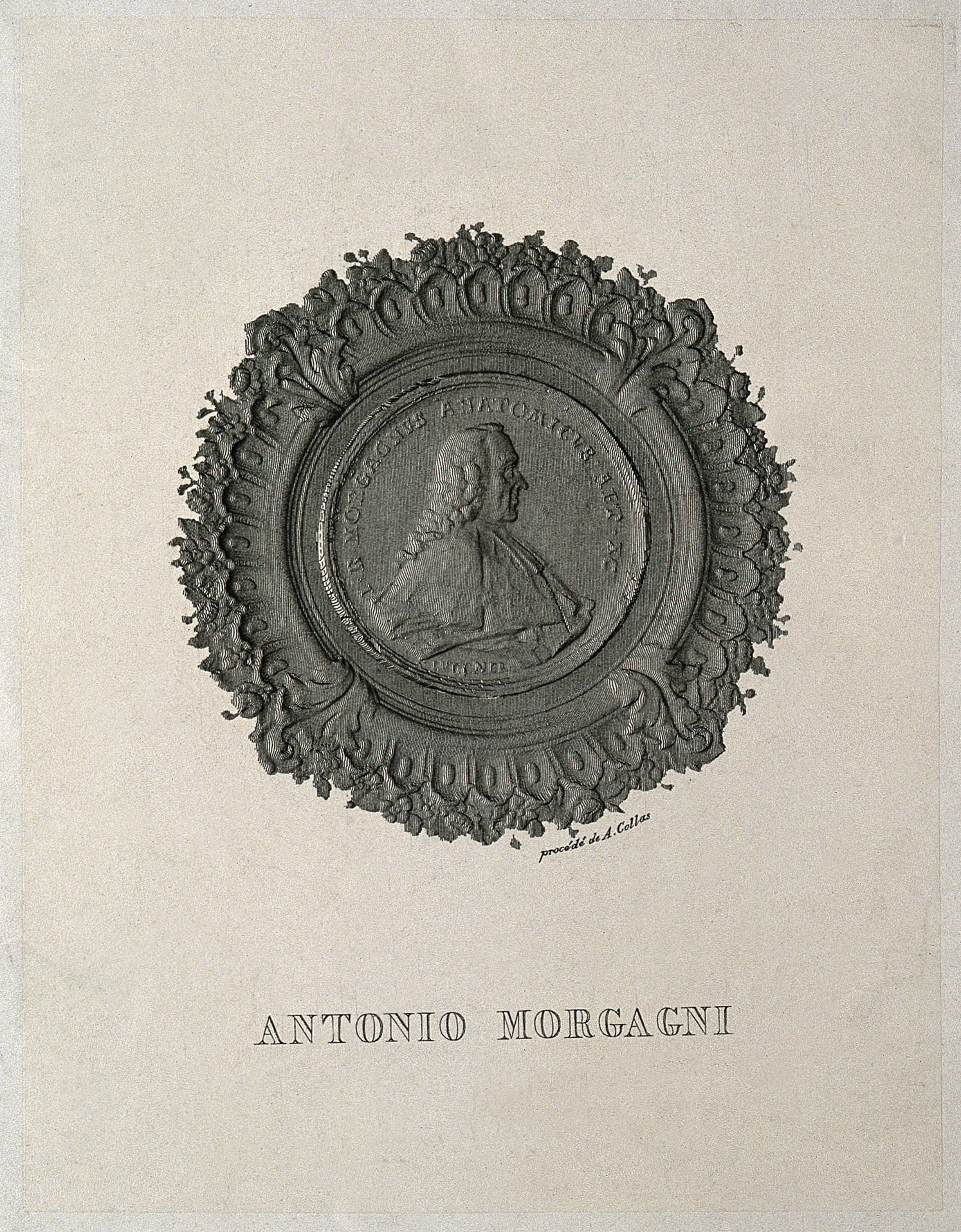
Giovanni Battista Morgagni, estampe gaufrée, procédé A. Collas (Fonds Wellcome).
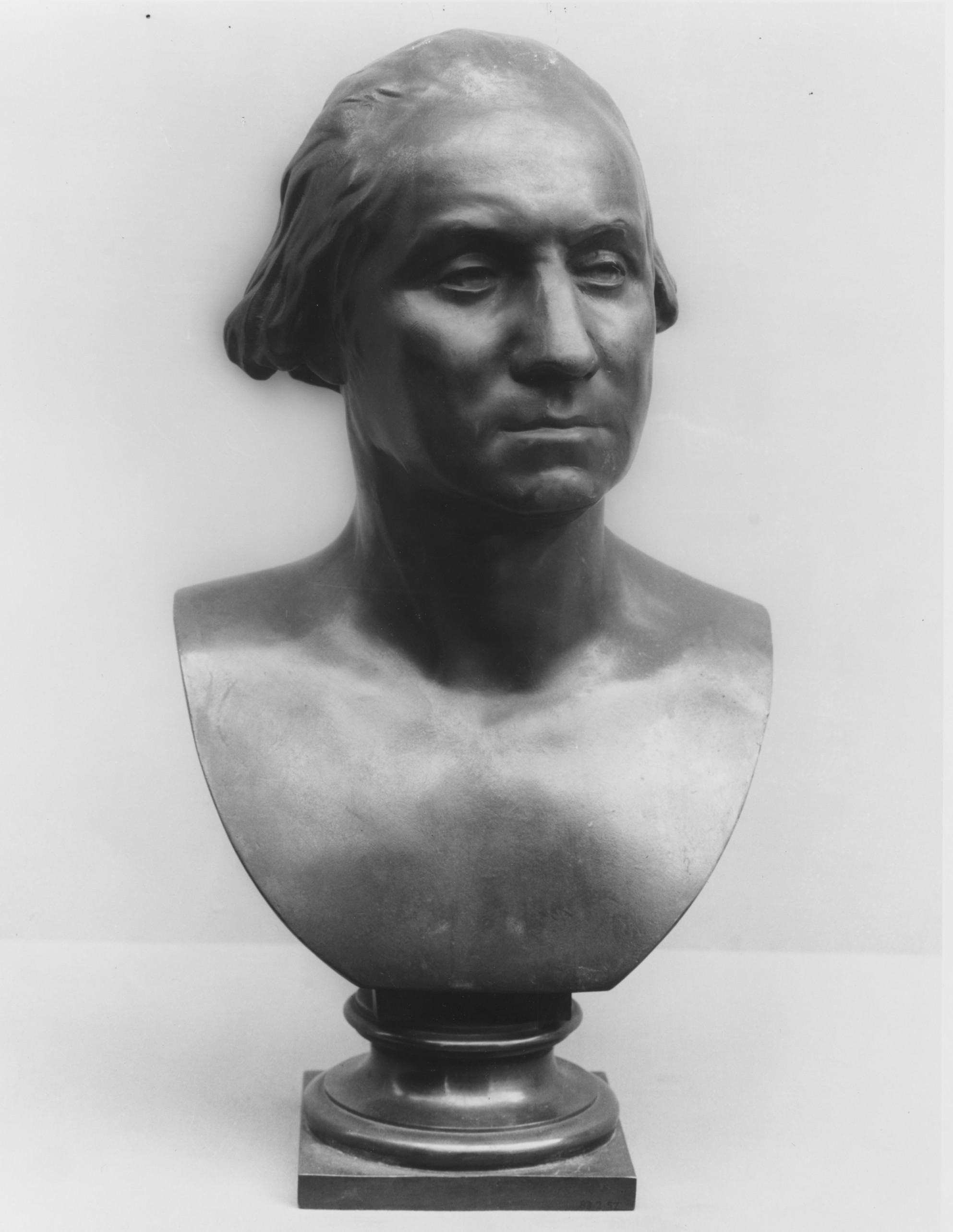
George Washington, buste en bronze, fonderie Barbedienne & procédé Collas (Metropolitan Museum of Art).
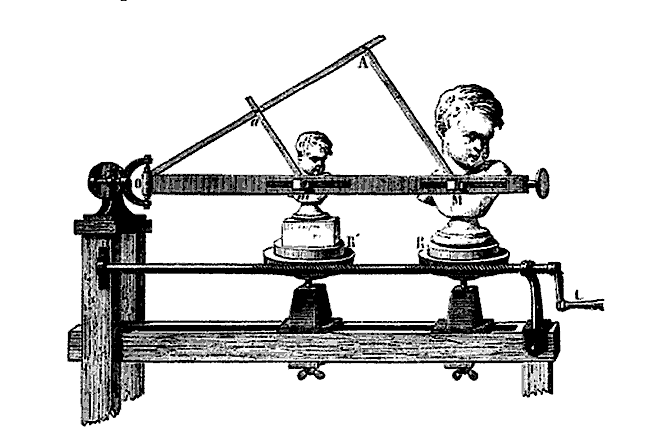
Modèle simplifié du pantographe à dupliquer les sculptures d'A. Collas.